# Bulbul estriat
El bulbul estriat (Alcurus striatus; syn: Pycnonotus striatus) és una espècie d'ocell de la família dels picnonòtids (Pycnonotidae) i única espècie del gènere Alcurus. Es troba a Laos, Bhuthan, Xina, l'Índia, Myanmar, Nepal, Tailàndia i Vietnam. També nidifica a Laos. Els seus hàbitats principals són els boscos tropicals i subtropicals de frondoses humits de les terres baixes i els de l'estatge montà. El seu estat de conservació es considera de risc mínim.